# 帕利盧拉

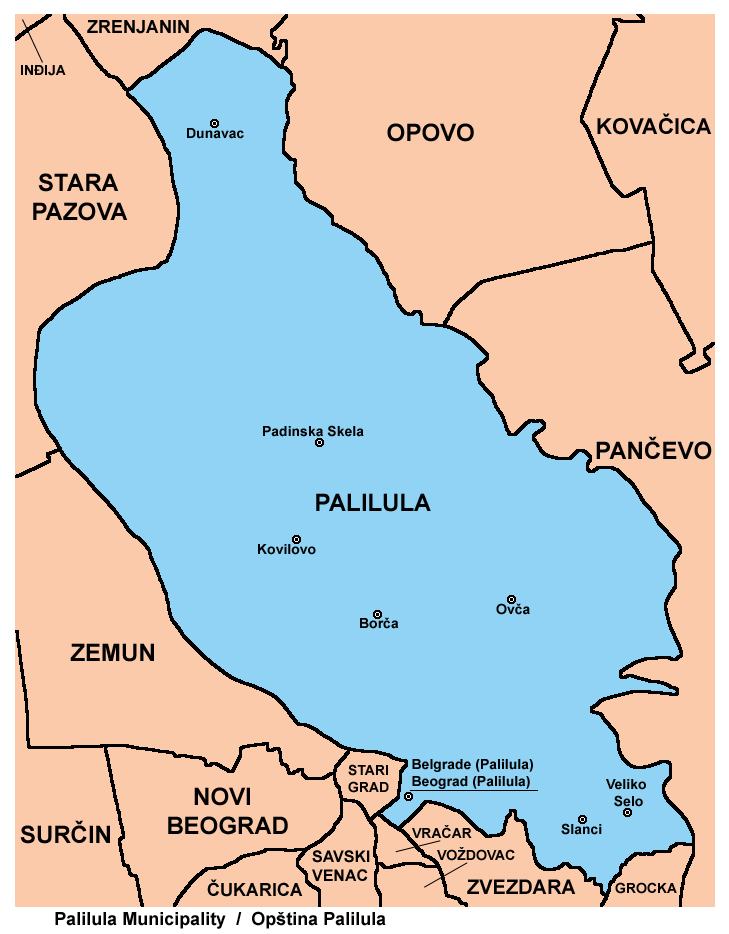

帕利盧拉 （塞尔维亚语：／，發音：[pǎlilula]）是塞爾維亞首都貝爾格勒的十七個自治市之一，也是貝爾格勒面積最大的一個自治市。據2011年人口統計，帕利盧拉有人口170,593人。帕利盧拉是貝爾格勒的主要工業區之一。

## 外部連結
- Municipality of Palilula （页面存档备份，存于）

44°48′42″N 20°30′58″E / 44.81167°N 20.51611°E